# Thryssa rastrosa
Thryssa rastrosa är en fiskart som beskrevs av Roberts, 1978. Thryssa rastrosa ingår i släktet Thryssa och familjen Engraulidae. Inga underarter finns listade i Catalogue of Life.